# 真木真昼県立自然公園

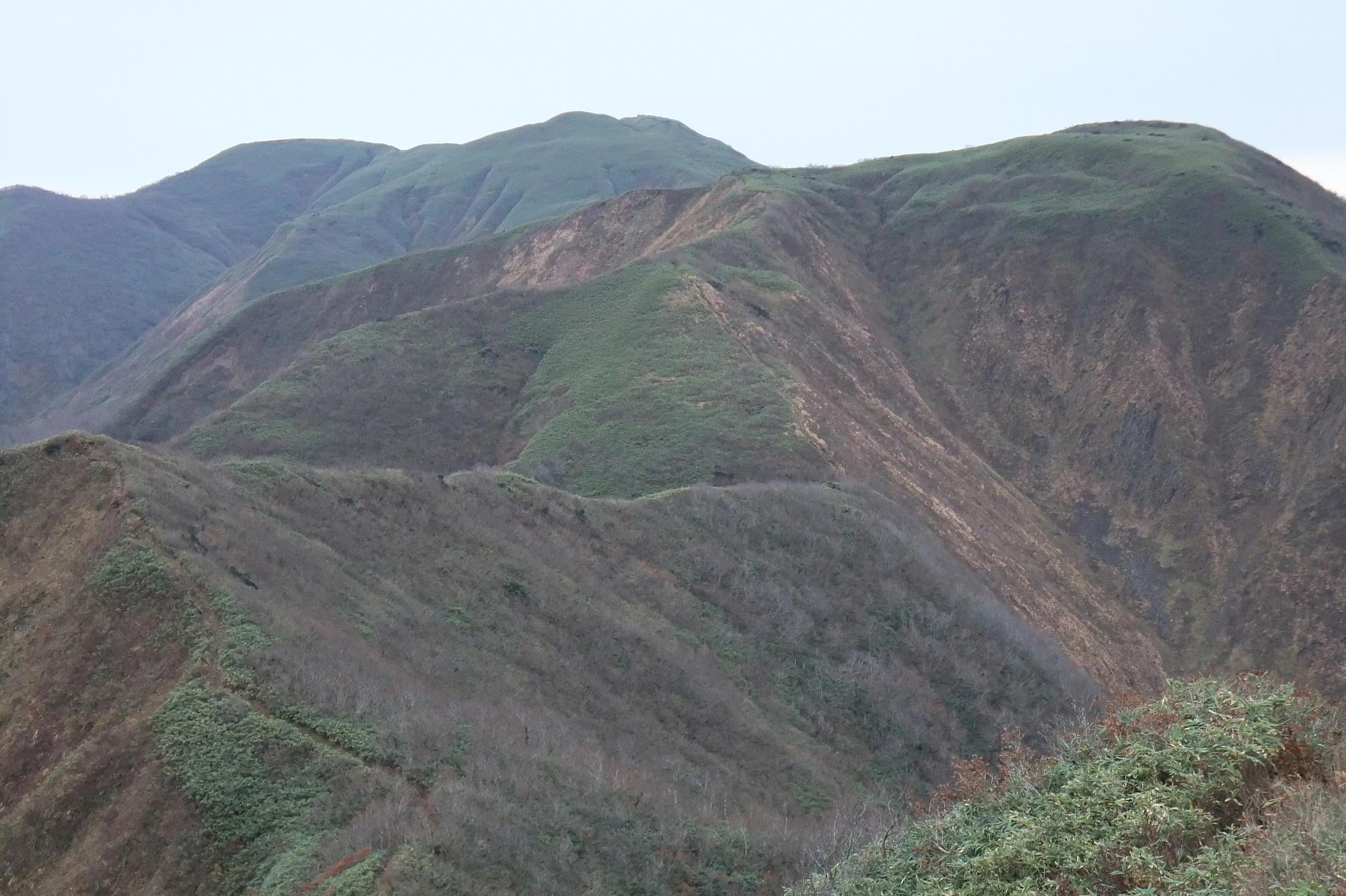
真昼岳

真木真昼県立自然公園（まぎまひるけんりつしぜんこうえん）は、秋田県東部に位置する県立自然公園。1975年（昭和50年）指定。

## 概要
奥羽山脈の真昼山地を領域とする。大仙市から美郷町にかけての南北約25kmが指定されており、標高約1,000 - 1,200メートル級の山々といくつかのV字渓谷から成る。公園北部は田沢湖抱返り県立自然公園と隣接する。
北日本の脊梁、太平洋側と日本海側を分け隔てる奥羽山脈の真昼山地は、仙北平野を流れる数々の川の水源である。いくつかの沢が渓谷を作り、平野へと流れる川を形成している。
その渓谷のうちの1つが斉内川の真木渓谷である。真木渓谷付近の山々は和賀山塊に含まれている。支流奥地には七瀬大滝や四十八滝、さらにブナの原生林が広がり、原生自然が非常に豊かである。
農業用水である田沢疏水が流れる付近までは、スキー場や宿泊施設、田畑や集落が広がるが、その奥の山間部や渓谷に入ると集落は皆無である。そのため、奥地は人がほとんど入らない、いわゆる「秘境」である。
真昼山地の山々の山頂からは仙北平野および遠くの山々を一望できる。

## 地理
白岩岳付近から女神山付近にわたり広がる。

### 主な山
- 白岩岳
- 小滝山
- 小杉山
- 薬師岳
- 甲山
- 風鞍
- 権現山
- 黒沢大台山
- 真昼岳
- 女神山

### 主な谷
- 真木渓谷（斉内川）
- 川口渓谷（川口川）

## 関連市町村
- 大仙市
- 美郷町